# Naad

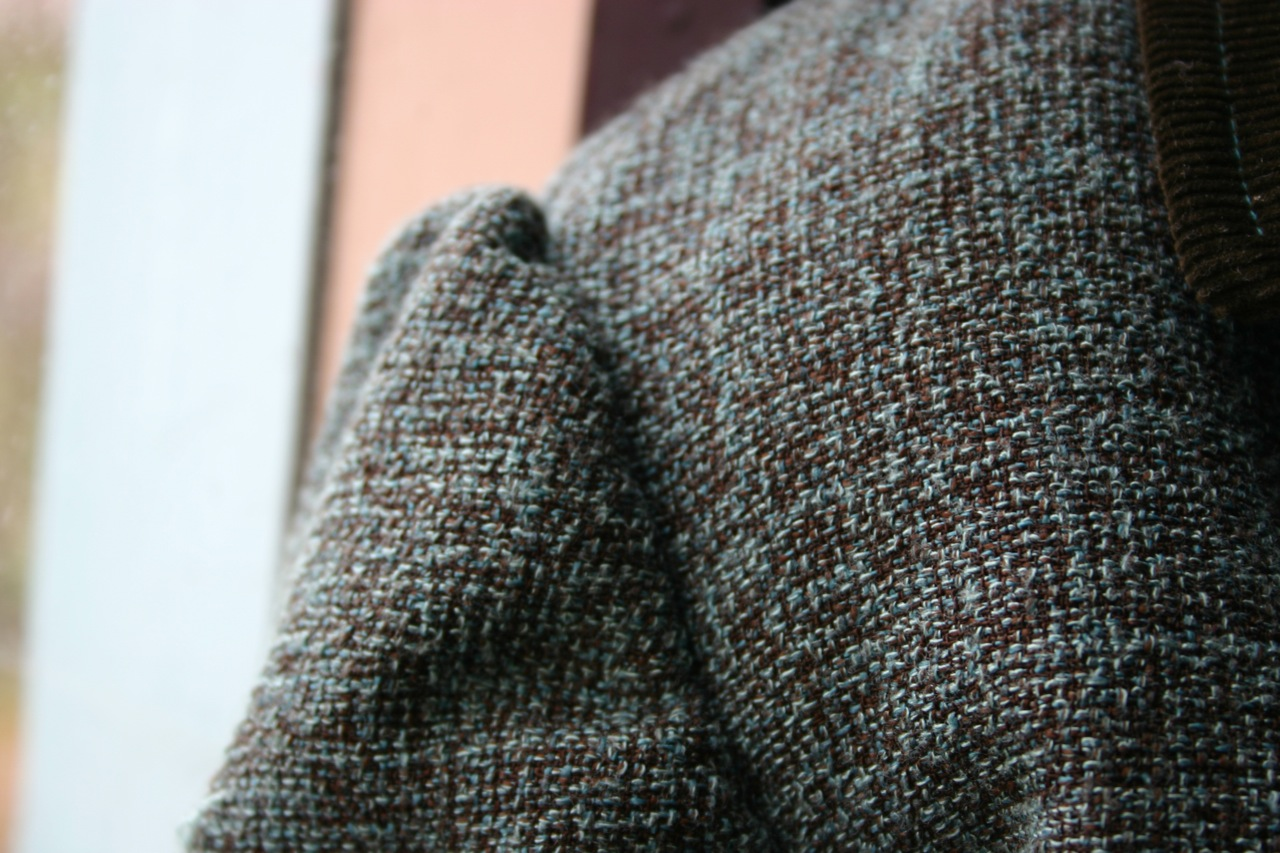
Een naad tussen mouw en lijf van een kledingstuk

Een naad is in de naaitechniek een samenvoeging van twee of meer lagen stof, leer of ander textielmateriaal. Naden worden toegepast in kleding, maar ook in allerlei ander textiel, zoals gordijnen, tenten, bekledingsstoffen van meubelen etc. Het aanbrengen van een naad gebeurt door het steken van naaigaren.

## Soorten naden
De eenvoudigste naad is de enkele platte naad, ook wel confectienaad genoemd. Twee delen stof worden tegen elkaar gelegd en met een stiksteek aan elkaar genaaid. Het stiksel is aan de goede kant van het kledingstuk dan niet zichtbaar. Bij naden in elastische stof kan niet de gewone stiksteek gebruikt worden, maar gebruikt men een stretchsteek. Ter afwerking moet nog wel een extra stap gedaan worden, anders zal de stof gaan rafelen. Veelal wordt gekozen voor een zigzagsteek met de naaimachine of een overlocksteek die gemaakt kan worden met een lockmachine.
Naast bovenstaande confectienaad bestaan nog andere typen, zoals de Engelse naad en jeansnaad. Een naad kan aan de binnenzijde afgewerkt worden met biaisband.

### Engelse naad

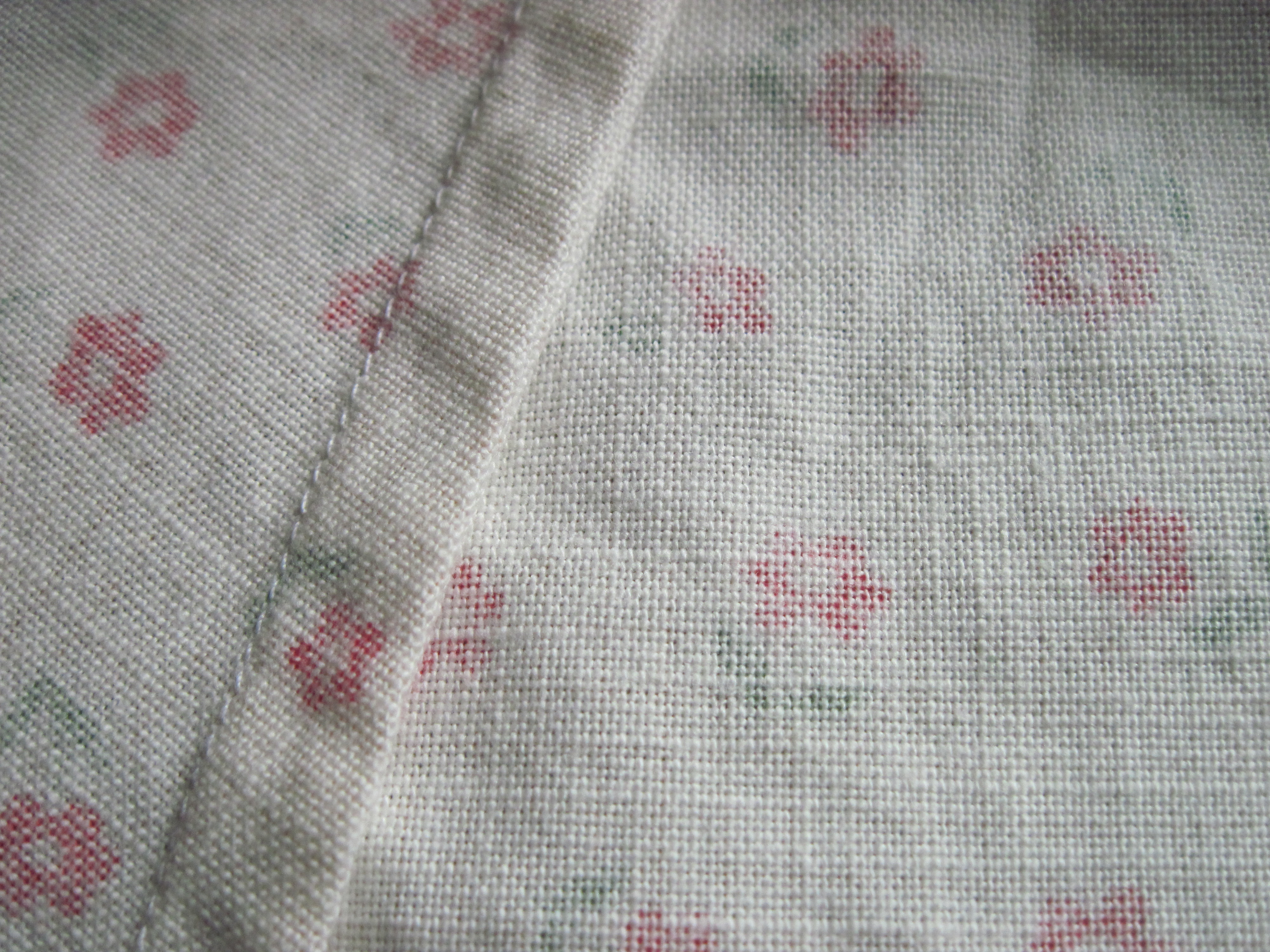
Voorbeeld van een Engelse naad

De Engelse naad wordt ook wel de Franse naad genoemd. Deze naad wordt vaak gebruik voor dunne stoffen en stoffen die veel rafelen. Degene die de naad inzet, zet eerst een naad terwijl de achterkant van de stof tegen elkaar ligt, op ongeveer een halve centimeter van de plek waar de uiteindelijke naad moet komen. Vervolgens wordt de naad volledig uit elkaar gedrukt met een strijkijzer. Daarna wordt opnieuw een naad gezet, maar nu met de goede kant van de stof op elkaar. Hierdoor 'vangt' de naad als het ware de onafgewerkte randen van de stof. Naast een verbindingswijze is de Engelse naad dus ook meteen een afwerktechniek.

### Jeansnaad
Voor naden die veel te verduren hebben, zoals in een spijkerbroek, kan een doorgestikte platte naad gebruikt worden. Na het eerste stiksel wordt de naadtoeslag naar één kant platgelegd, en wordt een tweede stiksel parallel aan de naad aangebracht. Het tweede stiksel is dan aan de buitenzijde te zien. Soms wordt een draad met een contrasterende kleur gebruikt.